# Minosia
Genre
Synonymes
- Crosbyellum Strand, 1934

Minosia est un genre d'araignées aranéomorphes de la famille des Gnaphosidae.

## Distribution
Les espèces de ce genre se rencontrent en Afrique, en Europe du Sud, au Moyen-Orient et au Turkménistan.

## Liste des espèces
Selon World Spider Catalog (version 17.5, 08/11/2016) :
- Minosia assimilis Caporiacco, 1941
- Minosia berlandi Lessert, 1929
- Minosia bicalcarata (Simon, 1882)
- Minosia clypeolaria (Simon, 1907)
- Minosia eburneensis Jézéquel, 1965
- Minosia irrugata (Simon, 1907)
- Minosia karakumensis (Spassky, 1939)
- Minosia lynx (Simon, 1886)
- Minosia pharao Dalmas, 1921
- Minosia santschii Dalmas, 1921
- Minosia senegaliensis Dalmas, 1921
- Minosia simeonica Levy, 1995
- Minosia spinosissima (Simon, 1878)

## Publication originale
- Dalmas, 1921 : Monographie des araignées de la section des Pterotricha (Aran. Gnaphosidae). Annales de la Société Entomologique de France, vol. 89, p. 233-328 (texte intégral).